# António Filipe
António Filipe Norinho de Carvalho plus connu sous le nom d’António Filipe, né le 14 avril 1985 à Foz do Sousa, Gondomar, est un footballeur portugais. Il évolue au poste de gardien de but à l’Académica de Coimbra.

## Biographie
FC Paços de Ferreira (2009-2015)
António Filipe joue quatre matchs en Ligue Europa avec le Paços de Ferreira.
Académica de Coimbra (2024-)
En 2024 António Filipe signe a l’Académica de Coimbra, il est présenter aux fans lors de l’Expofacic de Cantanhede, son contract le lie au club portugais jusqu’en juin 2025. Il joue son premier match à l’occasion de la première journée de Liga 3 contre le SC Lusitânia (1-1) le 5 août 2024.